# 제10회 EBS 국제다큐영화제
제10회 EBS 국제다큐영화제는 2013년 10월 18일에 열린 시상식이다.

## 수상 및 후보

### 대상
- 전선으로 가는 길 - 세바스찬 융거 수상

### 다큐멘터리 정신상
- 더 게이트키퍼즈 - 도르르 모어 수상

### 심사위원 특별상
- 부즈카시 - 나지브 미르자 수상

### 시청자 관객상
- 오백 년의 약속 - 안재민 수상

### UNICEF 특별상
- 쓰촨은 무너지지 않았다 - 치 자오 수상

### 페스티벌 초이스
- 계단2: 최후의 변론 - 장 자비에 드 레스트라드
- 구글 북스 라이브러리 프로젝트 - 벤 루이스
- 우리들의 닉슨 - 페니 레인
- 다뉴브의 야생마 - 단 쿠레안
- 10%: 누가 영웅이 되는가? - 요아브 샤밀
- 나는 암살당할 것이다 - 저스틴 웹스터

### 한국 다큐멘터리 파노라마
- 강선장 - 원호연
- 내일도 꼭, 엉클 조 - 최우영
- 달팽이의 별 - 이승준
- 미쓰 마마 - 백연아
- 아버지의 이메일 - 홍재희

### 월드 쇼케이스
- 계단 - 나는 아내를 죽이지 않았다 - 장 자비에 드 레스트라드
- 블러드 브라더 - 스티브 후버
- 톨레도에는 그들이 산다 - 빅토르 불러
- 우토야의 그 날 - 존 아플
- 소년이여, 너의 전쟁은 없다 - 패트릭 리드
- 빼앗긴 바다: 소말리아 해적 이야기 - 티마야 페인
- 운전 어디서 배웠니? - 안드레아 티라
- 쓰나미 후에 오는 것들 - 쿄코 미야케
- 마지막 영화관 - 갸에떵 르부뜨

### 특별전
- 북해의 청어잡이 - 레오나르드 레텔 헴리히 외 1명
- 달의 형상 - 레오나르드 레텔 헴리히
- 내 별자리를 찾아서 - 레오나르드 레텔 헴리히

### 뮤직 다큐멘터리
- 프레다, 그녀만이 알고 있는 비틀스 - 라이언 화이트
- 해리 딘 스탠턴의 초상 - 소피 허버
- 오일 스탠드 가라오케 - 찰스 윌킨슨
- 언플러그드 - 믈라덴 코바세비치
- 천 개의 레이블: 아이슬란드 팝 기행 - 안드레 세이퍼 외 1명

### 단편 다큐멘터리
- 패트릭과 4만 장의 사진들 - 데일 수드
- 집 이야기 - 토마스 글리슨
- 웰컴 투 플레이하우스 - 김수빈
- 애도일기 - 허영지
- 오늘을 그리다 - 기젤라
- 발아를 위한 발악 - 최문선

### 가족과 교육
- 마리안과 팸 - 뱅커 화이트 외 1명
- 나의 어머니 그레텔 - 데이빗 시에베킹
- 스마트 탈출 프로젝트 - 데이빗 본드
- 페마의 선택 - 시몽카 드 종

### 도시와 건축
- 얀 겔의 위대한 실험 - 안드레아스 달스가르드
- 경계의 건축 - 안드레아스 달스가르드
- 무에서 영원을 보다: 안도 다다오의 건축 - 마티어스 프릭
- 작은 집에 산다는 것 - 므렛 뮐러

### 기술과 문명
- '위 약관에 동의합니다' - 컬렌 호백
- 세상에 없던 무기도 만들어 드립니다 - 요탐 펠드먼
- 사이드 바이 사이드 - 크리스토퍼 케닐리